# Gurasimmu
Gurasimmu fou un territori arameu de Babilònia de situació indeterminada. Chavales el situa prop d'Ur. Els seus habitants s'esmenten com a Gurasimmai. El país apareix regit per un tal Balat-su de nom babiloni, el que indicaria una barreja entre babilonis i arameus. El territori va estar en constant revolta a partir del segon terç del segle vii aC. En una carta de Kudurru al rei Assurbanipal referida a la revolta de Babilònia sota Shamashshumaukin (669-647 aC) i que el país de Gurasimmu s'hi havia afegit; aquesta carta estaria escrita el 650 aC o 649 aC.